# 눈물 젖은 두만강 (영화)
"눈물 젖은 두만강"은 한국에서 제작된 민경식 감독의 1963년 영화이다. 이민자 등이 주연으로 출연하였고 정병준 등이 제작에 참여하였다.

## 출연

### 주연
- 이민자
- 최남현
- 박암

## 기타
- 조명: 이병준
- 미술: 홍성칠